# カナダ海外派遣軍
カナダ海外派遣軍（カナダかいがいはけんぐん、Canadian Expeditionary Force、CEF）は、第一次世界大戦中にイギリスの自治領であったカナダから域外に派遣された部隊である。総員数61万9千人であり、うち6万人が戦死している。

## 概要
第一次世界大戦が勃発するとイギリスはフランスとともにドイツと戦争状態になった。イギリスの自治領であったカナダにおいても、フランスへ部隊を派遣することになり、カナダ海外派遣軍(CEF)が編成された。CEFは260個の歩兵大隊を中心に13個騎兵連隊、13個鉄道大隊のほか、砲兵、工兵、衛生兵部隊など構成されていた。フランスでは4個師団で構成されたカナダ軍団に編制され、前線に投入された。なお、1917年頃からは精鋭部隊としての扱いを受けるようになっている。
CEFは機関銃部隊を編制の中に持っており、数個の機関銃大隊と19個機関銃中隊があった。1918年の夏に4個機関銃大隊に編制が変更となり、4個の各カナダ軍師団に配属された。
CEFの民族構成は、カナダの民族構成を反映して多様なものであった。大部分はイングランド系であり、その他にはスコットランド系やフランス系が多かった。またロシア系やベルギー系、中国系や日系までの民族まで含まれていた。
CEFはほとんどが志願兵で構成されている。カナダで徴兵が開始されたのは1918年のことであり、それもフランスに到着したのは約2万4千人のみであった。